# Сантана-ду-Параизу
Сантана-ду-Параизу (порт. Santana do Paraíso) — муниципалитет в Бразилии, входит в штат Минас-Жерайс. Составная часть мезорегиона Вали-ду-Риу-Доси. Находится в составе крупной городской агломерации. Входит в экономико-статистический микрорегион Ипатинга. Население составляет 21 907 человек на 2006 год. Занимает площадь 275,529 км². Плотность населения — 79,5 чел./км².

## История
Город основан 28 апреля 1992 года.

## Статистика
- Валовой внутренний продукт на 2003 год составляет 96 808 807,00 реалов (данные: Бразильский институт географии и статистики).
- Валовой внутренний продукт на душу населения на 2003 год составляет 4795,60 реалов (данные: Бразильский институт географии и статистики).
- Индекс развития человеческого потенциала на 2000 год составляет 0,712 (данные: Программа развития ООН).